# Área de Conservação da Paisagem de Õisu
A Área de Conservação da Paisagem de Õisu é uma reserva natural situada no condado de Viljandi, na Estónia.
A sua área é de 595,5 hectares.
A área protegida foi designada em 1959 para proteger a natureza de Õisu e os seus arredores. Em 2006, a unidade de conservação foi reformulada para área de preservação paisagística.